# Едуард I Довгоногий
Едуа́рд I Довгоно́гий також Молот шотландців (англ. Edward I Longshanks; лат. Malleus Scotorum; 17 червня 1239 — 7 липня 1307) — король Англії з династії Плантагенетів, який правив між 1272 та 1307 роками і приєднав до Англії Нижню мархію.
Едуард I був четвертим королем Англії з таким ім'ям (більш того, названий на честь попереднього, Едуарда Сповідника), але прийняв номер I, вважаючи початком сучасної йому англійській монархії норманське завоювання 1066 року. Таким чином, три англосакських Едварди залишилися в історії без номерів, але з прізвиськами (Старший, Мученик і Сповідник).

## Загальні відомості
Едуард — старший син короля Генріха III, за правління батька брав участь у політичних інтригах, у тому числі й у відкритому повстанні англійських баронів. 1259 року він на короткий час примкнув до руху баронів за реформи, які підтримували Оксфордські умови. Після примирення з батьком він залишався лояльним до нього в ході наступного збройного конфлікту, відомого як Баронська війна. Після битви під Льюїсом Едуард став заручником повсталих баронів, але за кілька місяців утік і долучився до війни проти Симона де Монфора. Після загибелі Монфора у битві під Івшемом (1265 рік) повстання згасло. Після заспокоєння Англії Едуард приєднався до Восьмого хрестового походу, вирушивши у Святу землю. 1272 року, коли Едуард повертався додому, помер Генріх III. 19 серпня 1274 року Едуард був коронований.
При королі посилилась центральна влада, почав регулярно скликатись парламент, з'явилась серія законодавчих актів, що регулювали сфери злочинів й відносин власності. Король придушив невелике повстання в Уельсі у 1276–1277 роках, а на друге повстання (1282-1283) відповів повномасштабним завоюванням. Підкоривши Уельс, Едуард поставив його під англійське управління, побудував численні замки й міста у сільській місцевості, заселив їх англійцями.
У зовнішній політиці спочатку відігравав роль миротворця, намагаючись зібрати новий хрестовий похід. 1286 року Едуард попередив франко-арагонський конфлікт, розірвавши перемир'я з французами. З падінням Акри 1291 року його роль змінилась, й після захоплення Гасконі королем Франції Філіпом IV Едуард створив антифранцузький союз, воєнні дії якого закінчились невдачею. 1299 року Едуард уклав мир з Францією.
Після смерті 1290 року шотландської королеви Маргарет Едуард втрутився як арбітр у боротьбу за шотландську спадщину й визначив наступником Маргарет Іоанна I Балліоля, потім вторгся в Шотландію, ув'язнив Балліоля в Тауер, 1298 року розбив повстання Вільяма Воллеса, захопив і стратив останнього (1305), однак невдовзі Роберт I Брюс підбурив нове повстання й по смерті Едуарда вигнав англійців з Шотландії.
У середині 1290-их років воєнні дії призвели до нестерпного зростання податків і Едуард стикнувся з опозицією, як з боку влади, так і з боку церкви. Кризу було подолано, але проблеми лишились невирішеними.
Едуард I помер 1307 року під час чергового походу в Шотландію, залишивши своєму старшому сину і спадкоємцю Едуарду II безліч фінансових і політичних проблем, в тому числі й війну з Шотландією, яка тривала.
За рамками того часу Едуард був людиною високою, за що отримав прізвисько «Довгоногий». Завдяки високому зросту й своєму темпераменту він вражав оточуючих, жахаючи сучасників. Піддані поважали його за те, що він втілював у собі ідею середньовічного короля, як солдат, правитель й побожна людина, проте інші критикували його за безкомпромісне ставлення до титулованого дворянства.
Оцінки нинішнього часу розходяться між собою, вважається, що в Едуарда було чимало досягнень за час свого правління, серед них відновлення королівської влади після режиму Генріха III, заснування парламенту, як постійного органу влади, створення дієвої системи збільшення податків, реформи закону через видання актів. Критикують Едуарда, зокрема, за жорстокі воєнні дії проти шотландців й вигнання євреїв з Англії 1290 року.

## Ранні роки
Едуард народився у Вестмінстерському палаці у ніч з 17 на 18 червня 1239 року. Його батьками були король Генріх III й Елеонора Прованська. Хоча маленький принц серйозно хворів з різних причин у 1246, 1247 й у 1251 роках, він зростав здоровим і сильним. Едуард був на вихованні у Г'юго Гіффорда — батька майбутнього канцлера Годфрі Гіффорда, після смерті Гіффорда у 1246 році його замінив Бартоломео Пекке. Серед його друзів дитинства були його двоюрідний брат Генрі Генріх Алеманнський, син брата короля Генріха Річарда Корнуельського. Генрі Алеманнський залишився близьким товаришем Едуарда, пройшовши з ним і громадянську війну, і хрестовий похід.
У 1254 році англійський престол остерігався кастильського вторгнення до Гасконі (належала Англії), що спонукнуло Генріха III влаштувати політичний шлюб його 14-річного старшого сина Едуарда та Елеонори, яка була дочкою короля Кастилії (Фердинанда III) й однокровною сестрою короля Кастилії Альфонсо X. 1 листопада 1254 року Едуард та Елеонора одружилися в кастильському абатстві Санта-Марія ла Реал де лас Уельгас. Як частину шлюбної угоди юний принц отримав щорічну виплату в 15 тисяч марок на рік.
Подарунки короля Генріха були дуже солідними та все ж Едуард набув лише малу долю незалежності. Ще 1249 року Едуард отримав Гасконь, але роком раніше Симон де Монфор, 6-й граф Лестер став королівським представником у цій провінції й, як наслідок, отримував з неї прибуток, тож de facto у Едуарда не було ніякої влади в Гасконі. У 1254 році принц отримав земельний наділ: більшу частину Ірландії й землі в Англії та Уельсі, включаючи марку Честер, однак король Генріх III зберіг частковий контроль над цими землями (особливо над Ірландією), тож влада Едуарда над цими землями була обмеженою і король привласнював більшу частину прибутків з цих володінь..
У період з 1254 до 1257 роки Едуард перебував під впливом родичів своєї матері, відомих як Савойський дім. Найвідомішим з них був П'єтро Савойський, дядько матері Едуарда.. Після 1257 року він дедалі більше почав переходити під вплив Пуатевінів (фракція Лузіньянів) — братів його батька, яких очолював Вільям де Валанс. Дві групи впливових іноземців були ображені англійською аристократією, й у наступні роки стали центром баронського реформаторського руху. Відомі історії про непокірну й бурхливу поведінку Едуарда та його родичів Лузіньянів, що підняло питання про особисті якості спадкоємця короля. Події наступного року сформували характер Едуарда.

### Ранні політичні прагнення

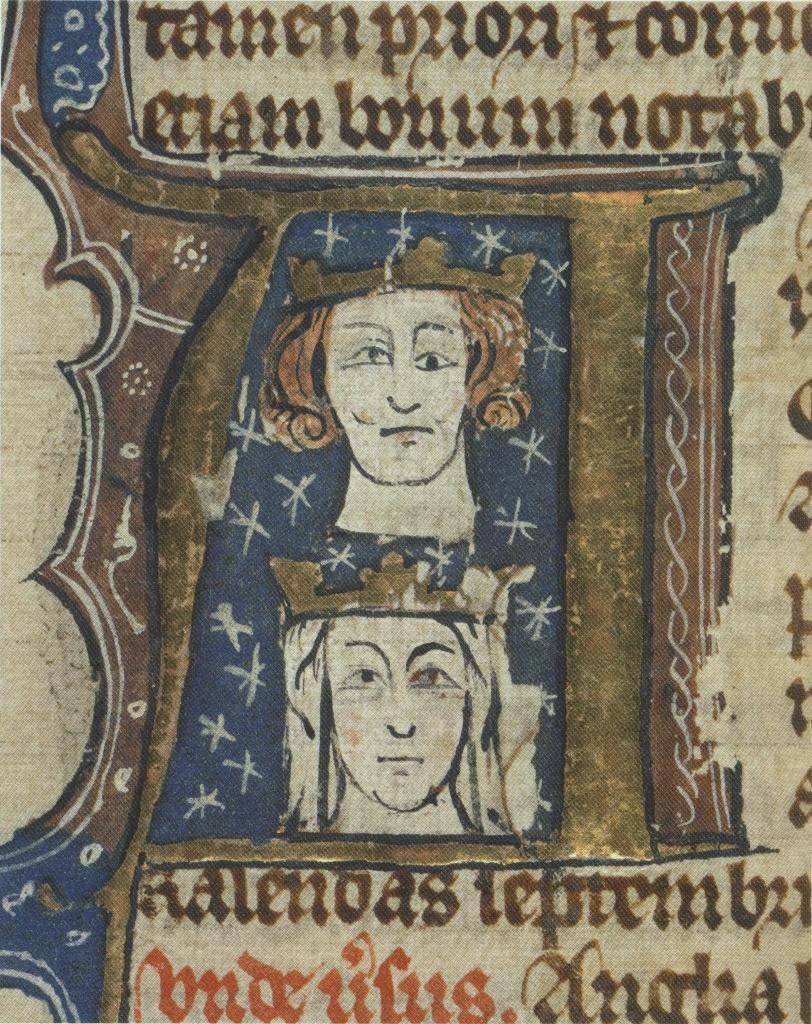
Манускрипт початку XIV століття, на ньому зображені Едуард та Елеонора. Можливо, автор спробував показати опущену вію Едуарда — це захворювання він успадкував від батька.

Вже 1255 року Едуард почав виявляти незалежність у політичних справах. У Гасконі він пристав на бік родини Солер у конфлікті між Солерами й Коломбами. Цей крок Едуарда суперечив політиці рівноваги між локальними угрупуваннями, яку провадив його батько. У травні 1258 року група магнатів підписала документ про реформу королівського уряду (так звані «Оксфордські провізії»). Реформа в основному була спрямована проти Лузіньянів. Едуард залишився на боці своїх політичних союзників й рішуче виступив проти «Оксфордських провізій». Реформатори досягли своєї мети з обмеження впливу Лузіньянів, і політична позиція Едуарда поступово почала змінюватись. У березні 1259 року Едуард увійшов до союзу з одним з головних реформаторів Річардом де Клером, 6-м графом Гертфордом, 2-м графом Глостером. Потім 15 жовтня 1259 року принц оголосив про свою підтримку мети баронів та про підтримку їхнього лідера Симона де Монфора.
Едуард підтримав Монфора з прагматичних міркувань, оскільки Монфор міг підтримати принца в Гасконі. Коли в листопаді король залишив країну, Едуард перейшов до відкритої непокори. Принц провів кілька зустрічей з реформаторами й підтримав їхню справу, завдяки чому його батько дійшов висновку, що Едуард замислює путч. Коли король повернувся до Англії, він спочатку відмовився бачити сина, але граф Корнуольський і єпископ Кентерберійський переконали короля, Едуард і Генріх остаточно дійшли згоди. Едуарда було відряджено за кордон, й у листопаді 1260 року він приєднався до Лузіньянів, які знайшли притулок у Франції.
На початку 1262 року Едуард повернувся до Англії та розірвав стосунки з кількома з його колишніх союзників Лузіньянів з фінансових причин. Наступного року король Генріх відправив спадкоємця в Уельс, в кампанію проти Ллівеліна ап Гріфіда, кампанія мала обмежений успіх. У квітні 1262 року в Англію повернувся Симон де Монфор (з 1261 року перебував за межами країни) і знову підняв баронський рух за реформи. У переломний момент, коли здавалось, що король знову задовольнить вимоги баронів, Едуард почав відновлювати контроль над ситуацією. Едуард твердо захищав королівські права його батька. Він возз'єднався з тими, від кого відвернувся роками раніше — серед них був друг його дитинства Генрі Алеманнський і Джон де Варенн, граф Суррей. Принц відбив у заколотників Віндзорський замок. За посередництва короля Франції Людовіка IX між двома сторонами були укладені «Ам'єнські угоди», які дуже сприятливо зустріли роялісти, але стали однією з причин подальшого конфлікту.

### Громадянська війна
У 1264—1267 роках стався збройний конфлікт, відомий як баронські війни, між силами баронів, яких очолював Симон де Монфор, та роялістами, що залишались відданими королю. Першою сценою війни стало місто Глостер, яке Едуард спробував відбити у противника. З приходом на допомогу повстанцям Роберта де Феррерса, графа Дербі, Едуард пішов на перемир'я, яке він згодом розірвав. Потім принц узяв місто Нортгемптон, яке оборонялось сином де Монфора, після цього Едуард здійснив каральну кампанію проти земель графа Дербі. Сили баронів і роялістів зустрілись у вирішальній битві під Льюїсом 14 березня 1264 року. Едуард, очоливши праве крило, тримався стійко й невдовзі розбив лондонський контингент сил Монфора. Однак він здійснив нерозумне переслідування супротивника та, повернувшись, виявив, що решту королівського війська розгромлено. Відповідно до Льюїських угод, Едуард і його двоюрідний брат Генрі Алеманнський були видані Монфору і стали його бранцями.

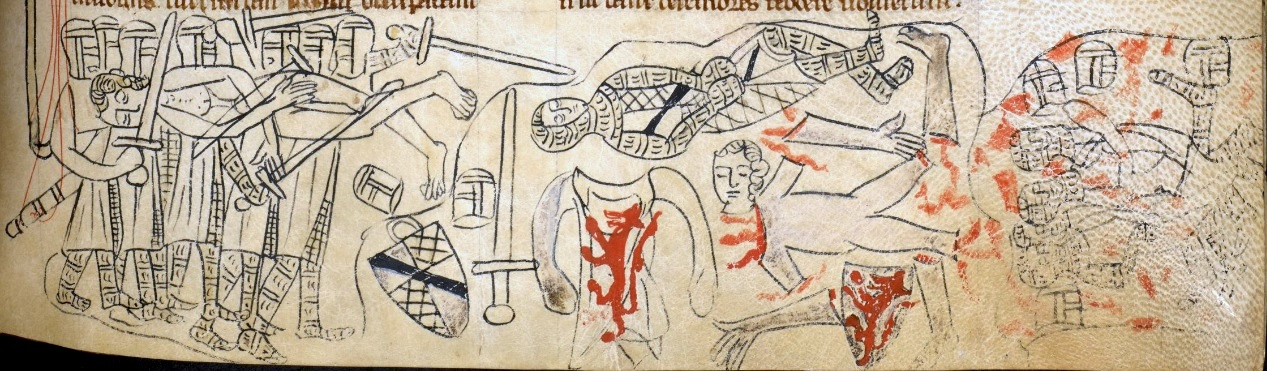
Середньовічний манускрипт, що показує пошматоване тіло Симона де Монфора на полі Івшема

Едуард перебував у полоні до кінця березня й навіть після звільнення лишався під суворим наглядом. 28 травня йому вдалось утекти і приєднатись до графа Глостера, який нещодавно став на бік короля Підтримка, яка надавалась де Монфору, почала слабшати, й Едуард порівняно легко завоював Ворчестер і Глостер. Тим часом Монфор уклав союз з валлійським вождем Ллівеліном ап Гріффідом й рушив на схід, щоб приєднатись до війська свого сина. Едуард раптово атакував молодого Монфора на квартирах його війська в замку Кенілворт, після цього він відрізав сили графа Лестера. Невдовзі війська супротивників зустрілись у другій значній битві баронських війн — у битві під Івшемом 4 серпня 1265 року. Армія де Монфора поступалась королівським силам у чисельності, його війська були розбиті, а сам він убитий на полі бою. Тіло барона було пошматовано.
Через введення в оману графа Дербі в Глостері Едуард набув репутацію ненадійного політика. Проте в ході літньої кампанії він отримав урок зі своїх помилок і став на шлях, який приніс йому повагу й навіть захоплення сучасників. По смерті де Монфора війна не завершилась, й Едуард продовжив участь у кампаніях. На Різдво він дійшов згоди з юним Монфором і його союзниками на острові Аксхольм у Лінкольнширі, а в березні здійснив успішний штурм П'яти портів. Частина повстанців укріпилась в практично неприступному замку Кенілворт і не здавалась, поки під тиском папи не було укладено мирну «Кенілвортську угоду». У квітні здавалось, що якщо Глостер приєднається до руху прибічників реформ, то війна триватиме, але після прийняття умов «Кенілвортської угоди» сторони дійшли згоди. Едуард взяв скромну участь у перемовинах із врегулювання кризи, зосередившись на підготовці до хрестового походу.

### Хрестовий похід і спадкування престолу
24 червня 1268 року на церемонії Едуард прийняв хрест походу, разом зі своїм братом Едмундом та двоюрідним братом Генрі Алеманнським. Серед тих, хто долучився до Восьмого хрестового походу були колишні противники Едуарда: наприклад граф Глостер, хоч граф у підсумку так і не вирушив у похід. Після приборкання країни на перше місце вийшла проблема фінансування. Король Франції Людовік IX надав позику в 17 500 фунтів, але цього було недостатньо, решту було зібрано з податку, який стягувався з мирян, яким вони не обкладались із 1237 року. У травні 1270 року Парламент затвердив податок у розмірі двадцятої частини вартості рухомого майна, натомість король погодився підтвердити Велику хартію вольностей й запровадити обмеження на кредити, що надавались євреями. 20 серпня Едуард відплив з Дувра до Франції. Історики не можуть визначити точної кількості його війська, можливо Едуард захопив із собою 225 лицарів, разом у нього було менше тисячі людей.
Первинно хрестоносці збирались звільнити християнську твердиню Акру, яка перебувала в облозі, але Людовік IX вирішив піти на Туніс. Французький король і його брат Карл Анжуйський, король Сицилії, вирішили атакувати емірат, щоб закласти форпост у Північній Африці. Однак ці плани провалились, коли французькі війська охопила епідемія хвороби, що 25 серпня увірвала життя самого Людовіка. У цей час Едуард і прибув до Тунісу. Карл вже підписав угоду з еміром і збирався повернутись на Сицилію. Хрестовий похід було відкладено до наступної весни, але після спустошувального шторму, що впав на берег Сицилії, Карл Анжуйський і спадкоємець Людовіка Філіп III роздумали здійснювати будь-які подальші кампанії. Едуард вирішив продовжувати один і 9 травня 1271 року висадився поблизу Акри.

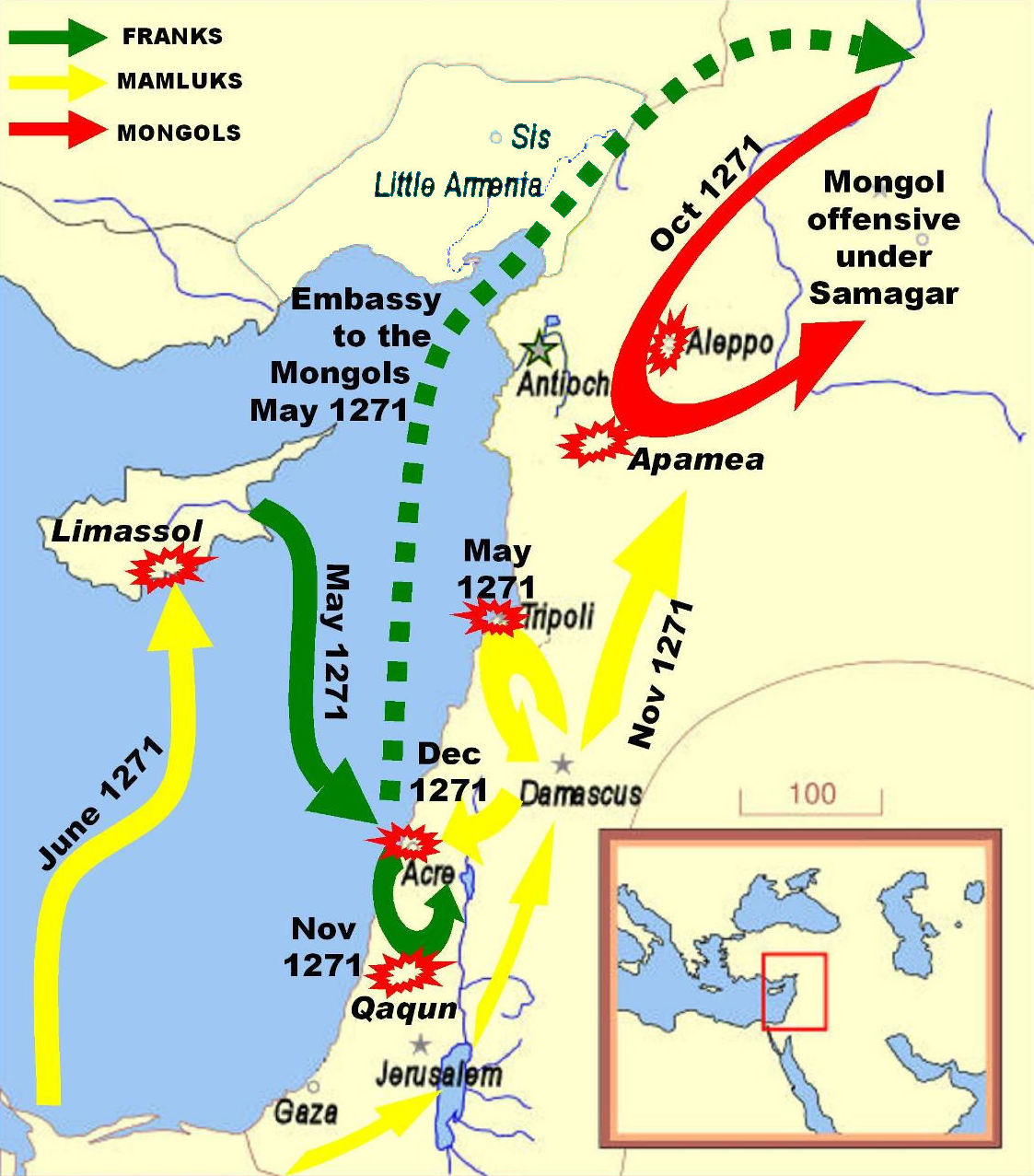
Воєнні дії в ході хрестового походу за участі Едуарда

До того часу ситуація у Святій землі залишалась нестабільною. Єрусалим знову здався 1244 року, а Акра була центром християнської держави. Мусульманські держави перейшли в наступ під командою мамелюка Бейбарса й нині вони загрожували Акрі. Хоча люди Едуарда стали важливою частиною гарнізону, у них були лише невеликі шанси вистояти проти сил Бейбарса, що переважали. Первинний рейд проти близького Сент-Джорджа виявився марним. Християни відрядили посольство до монголів і ті здійснили атаку на Алеппо на півночі, що допомогло відволікти Бейбарса. У листопаді Едуард здійснив рейд на Какун, що допомогло утримати плацдарм в напрямку Єрусалима, але в підсумку монгольський наступ і рейд на Какун провалились. Становище здавалось все більш безнадійним й у травні 1272 року король Кіпру Гуго III, що був одночасно королем Єрусалиму, підписав десятилітнє перемир'я з Бейбарсом. Спочатку Едуард проігнорував перемир'я, але замах з боку мусульманського асасина в червні змусив його облишити участь у будь-яких подальших кампаніях. Хоч Едуард і зумів вбити ассасина, його було поранено ударом кинджала в руку, можливо, кинджал було отруєно й Едуард упродовж наступних місяців серйозно хворів.
24 вересня Едуард залишив Акру. Прибувши на Сицилію він дізнався про смерть батька, який помер 16 вересня. Едуарда серйозно засмутила ця звістка, але замість того, щоб поспішати додому, він неспішно вирушив на північ. Його здоров'я все ще було підірваним, й не було нагальної необхідності поспішати, оскільки політична ситуація в Англії залишалась стабільною після переворотів середини століття. Едуарда було проголошено королем після смерті батька раніше його власної коронації відповідно до звичайного юридичного порядку. За відсутності Едуарда країною управляла королівська рада, яку очолював Роберт Барнелл. Новий король пройшов сушею через Італію та Францію, серед інших справ він завітав до папи в Римі й придушив повстання в Гасконі. 2 серпня 1274 року він висадився на узбережжі Англії та 19 серпня 1274 року був коронований.

## Правління

### Адміністрація й закони
Після повернення додому Едуард негайно став до адміністративних справ, його головною турботою стало відновлення порядку й королівської влади після негараздів, що відбувались у країні за часів правління його батька. Він негайно узявся за великі кадрові перестановки адміністративного персоналу, найважливішим кроком стало призначення Роберта Барнелла на пост канцлера, останній займав цей пост до 1292 року й був одним з найближчих товаришів короля. Потім Едуард замінив більшість локальних управлінців (конфіскатори, шерифи тощо). Наступним кроком стала підготовка до розслідування відповідно до скарг на зловживання з боку королівських офіцерів. Одним з підсумків стало створення так званих «Сотенних свитків», відповідно до адміністративного поділу на сотні.

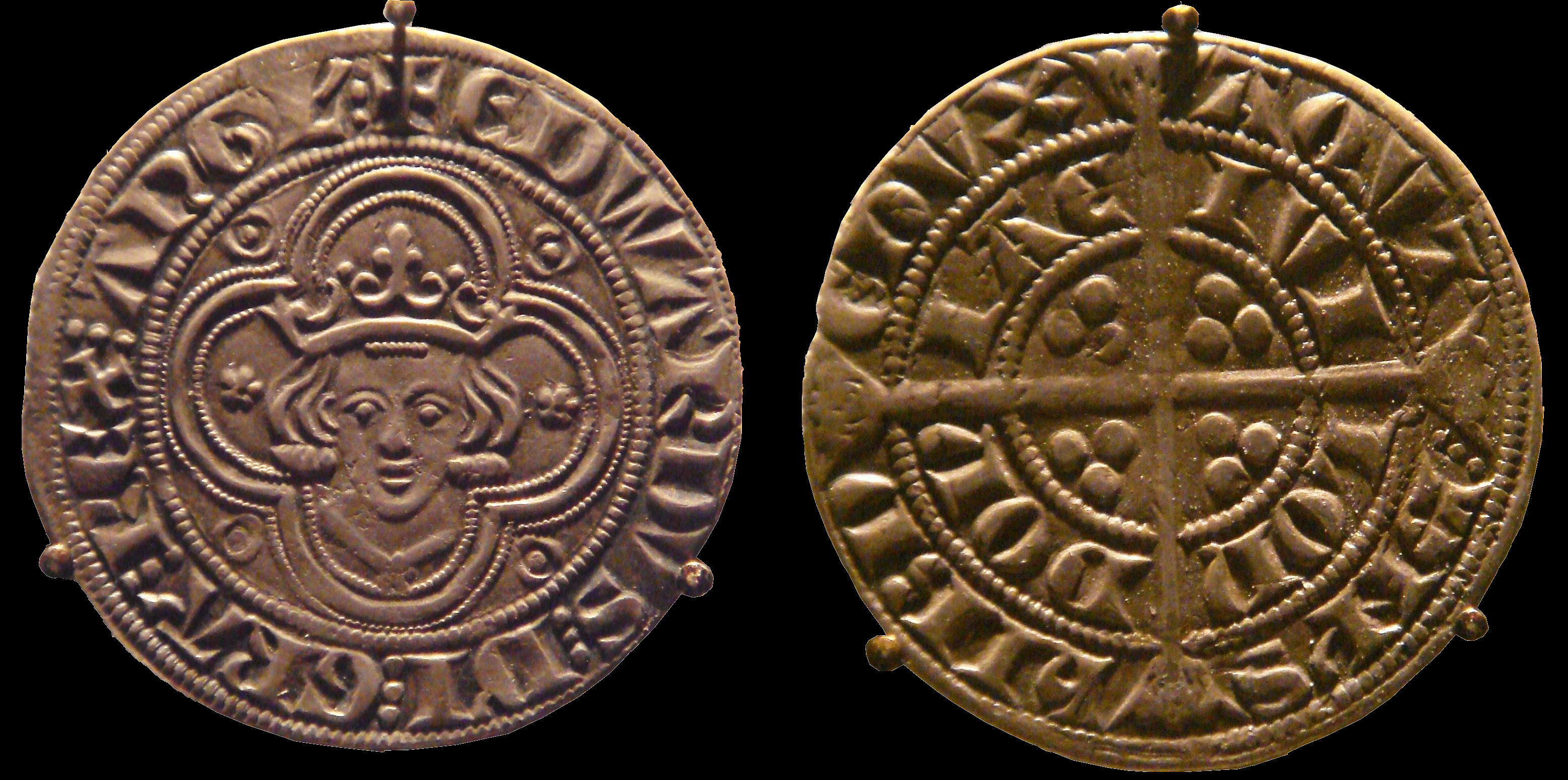
Срібна монета Едуарда I (4 пенси). На аверсі — голова монарха в короні й напис: «Едуард милістю Божою король Англії». На реверсі — хрест і напис: «Герцог Аквітанії та лорд Ірландії. Зроблено в Лондоні»

Іншою метою розслідування стало визначення збитків земельних володінь і прав корони в ході правління Генріха III. Список сотень сформулював базу для подальших легальних розслідувань під назвою «процес лат. Quo warranto» (За яким вироком?). Метою цих розслідувань стало визначити, які з місцевих органів влади слід зберегти. Якщо у відповідача не було королівського дозволу, щоб довести своє право (вільність), то, відповідно до судового рішення корони, яке базувалось на працях впливового правознавця XIII століття Генрі де Брактона — це право переходило назад до короля. Це породило переполох серед аристократії, яка наполягала на тому, що вони вже тривалий час користуються дозволами, які ними ж і були складені. У 1290 році було знайдено остаточний компроміс, вільність розглядалась як законна, якщо можна було довести, що нею користувались з часів коронації короля Річарда I у 1189 році. Королівський виграш завдяки статуту лат. Quo warranto був незначним, у дворян було вилучено лише деякі вільності. Попри це Едуард здобув значну перемогу, оскільки було чітко встановлено принцип, що всі вільності, по суті, походять від корони.
Статут 1290 року лат. Quo warranto був лише частиною широкої законотворчої діяльності, що став одним з найважливіших внесків, зроблених в ході правління Едуарда. Ця ера законодавства почалась уже з часів баронського реформаторського руху. Статут Мальборо (1267 рік) містив елементи як Оксфордських умов, так і Кенілвортської угоди. Складання Списків Сотень було завершено невдовзі після випуску Першого вестмінстерського статуту, що затвердив королівську прерогативу і змалював обмеження свобод. У статутах Мертвої руки (1279) було порушено питання про попередження передавання земель у власність церкви. Перший пункт Другого вестмінстерського статуту (1285), відомий як лат. De donis conditionalibus, розглядав питання про сімейні права на землю та про майорати (спадкування землі без права відчуження). Статут торгівців (1285) обґрунтував права організацій зі стягнення боргів. Вінчестерський статут (1285) розглядав питання збереження миру на місцевому рівні. Статут лат. Quia emptores (1290), випущений разом зі статутом лат. Quo warranto усував суперечки про землю, що відбувались в результаті відчуження орендованої землі в ході здавання її в оренду самим орендарем. Часи ухвали великих статутів завершились зі смертю Роберта Барнелла 1292 року.

### Валлійські війни
Ллівелін ап Гріфід насолоджувався сприятливим для нього для становищем, що встановилось після баронських війн. Завдяки угоді в Монтгомері (1267) він офіційно заволодів завойованими ним чотирма кантревами східного Гвінеду і його титул принца Уельського було визнано Генріхом III. Тим не менше, збройні конфлікти не припинялись, зокрема, з кількома лордами марки, такими як граф Глостер, Роджер Мортімер і Гемфрі де Богун, 3-й графом Герефордом. Ситуація ще більше загострилась після того як молодший брат Ллівеліна Диффід і Гріфід ап Гвенвінвін з Повіса після провальної спроби замаху на Ллівеліна перебіг до англійців у 1274 році. Пославшись на воєнні дії, що тривали й на переховування англійським королем його ворогів, Ллівелін відмовився складати васальну присягу Едуарду. Сам Едуард сприйняв як провокацію запланований шлюб Ллівеліна й Елеонори, дочки Симона де Монфора. В листопаді 1276 року було оголошено війну. Діями англійців керували Мортімер, Едмунд Ланкастер (брат Едуарда) та Вільям де Бошам, граф Ворік. Співвітчизники Ллівелина надали йому лише слабку підтримку. У липні 1277 року Едуард вторгся з військом у 15500 чоловік, з яких 9 тисяч були валлійцями, на територію Уельсу. У ході кампанії так і не відбулось генеральної битви, а Ллівелін невдовзі зрозумів, що у нього немає іншого виходу, окрім здачі. Відповідно до угоди в Аберконві (листопад 1277) Ллівеліну залишився тільки західний Гвінед, хоч йому було дозволено зберегти титул принца Уельського.
У 1282 році війна спалахнула знову. У ній брали участь не тільки валлійці, противники короля Едуарда отримували значну підтримку, що підігрівалась спробами нав'язати англійські закони жителям Уельсу. На відміну від попередньої кампанії, що мала скоріше каральний характер, ця кампанія стала для Едуарда завойовницькою Війна почалась з повстання Диффіда, який був невдоволеним винагородою, отриманою від Едуарда 1277 року. Невдовзі Ллівелін та інші валлійські вожді приєднались до Диффіда. Спочатку успіх у війні був на боці повстанців. У червні Глостер зазнав поразки у битві під Лландейло-Ваур. 6 листопада, у той час коли архієпископ Кентерберійський Джон Пекхем проводив мирні перемовини, Люк де Тані, командир Англсі вирішив здійснити несподівану атаку. Було зведено понтонний міст, однак люди Тані невдовзі після переправи потрапили у валлійську засідку й зазнали тяжких втрат у битві поблизу Мойл-і-Дон. 11 грудня Ллівеліна заманили у пастку й він загинув у битві біля мосту Оревін. Успіхи валлійців на цьому закінчились. Остаточне підкорення валлійців відбулось після захоплення у полон Диффіда у червні 1283 року, його переправили у Шрусбері і стратили як зрадника наступної осені.

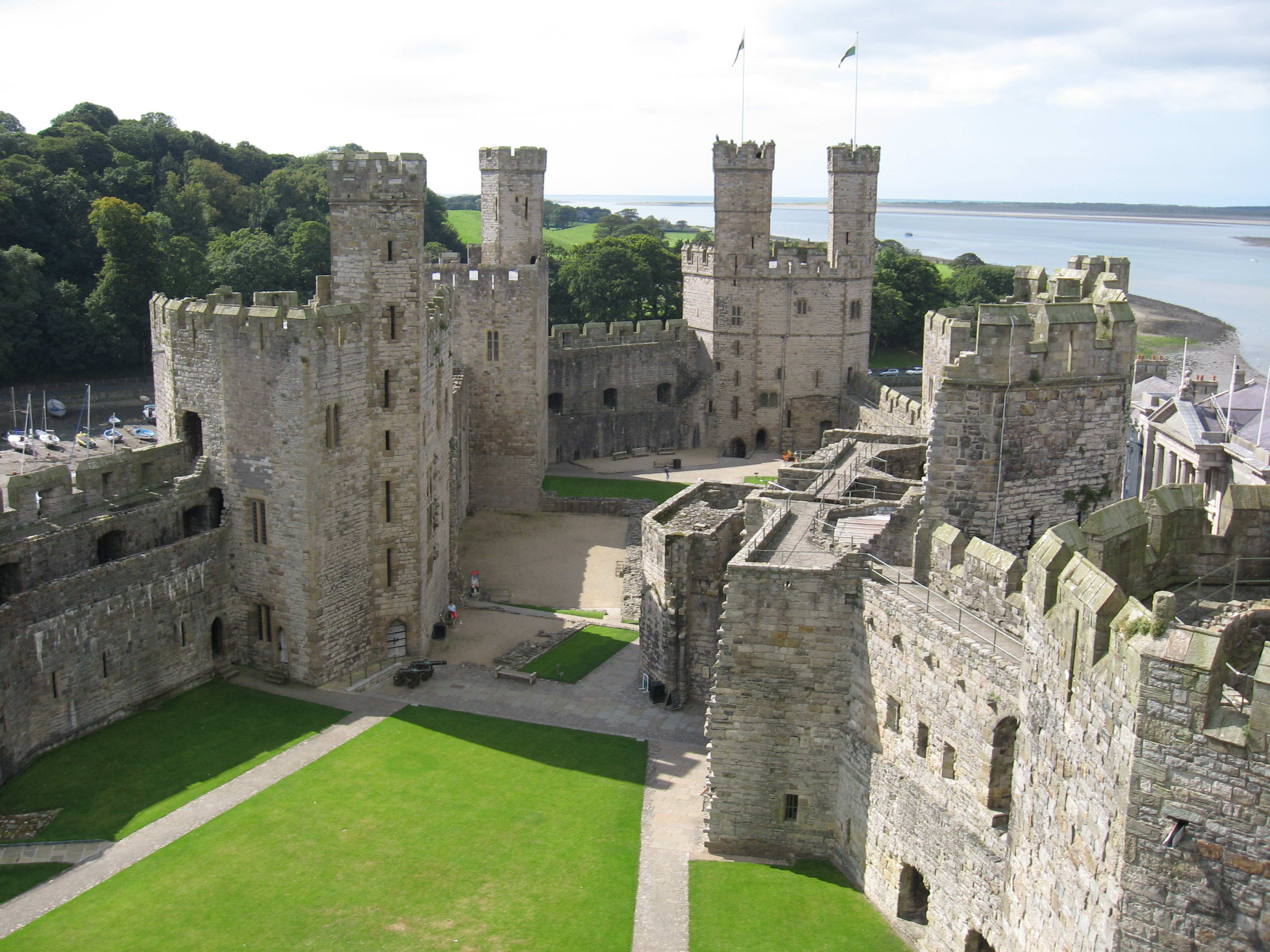
Замок Карнарвон, один з найбільш вражаючих замків короля Едуарда I в Уельсі

Наступні повстання відбулись у 1287—1288 роках та серйозніше у 1294—1295 роках під керівництвом Мадога ап Ллівеліна, далекого родича Ллівеліна ап Гріфіда. Останнє повстання привабило особисту увагу Едуарда, але в обох випадках повстання були придушені. Відповідно до статуту Рудлана (1284) володіння Ллівеліна включались в територію Англії, Уельс отримував адміністративну систему, подібну до англійської, порядок в округах підтримувався шерифами. Англійський закон набрав чинності для карних справ, хоча валлійцям дозволили вирішувати деякі суперечки стосовно власності за своїми законами. У 1277 році Едуард почав повномасштабну програму створення англійських поселень в Уельсі, після 1283 року заселення різко збільшилось. Було засновано нові міста, такі як Флінт, Аберіствіт і Рідлан. Також було започатковано масштабний проект зведення замків. Це завдання було доручено майстру Джеймсу із Сен-Джорджа, видатному архітектору, якого Едуард зустрів у Савойї після повернення з хрестового походу. Серед головних будівель були замки Бомаріс, Карнарвон, Конві й Харлек. Програма будівництва замків передбачала широке використання бійниць для лучників у стінах замків, що розповсюдилось усією Європою. У 1284 році в замку Карнарвон на світ з'явився син Едуарда (у подальшому король Едуард II). У 1301 році він став першим англійським принцом, що отримав титул принца Уельського.

### Дипломатія й війна на континенті
Після свого повернення до Англії 1274 року Едуард ніколи більше не брав участі у хрестових походах, але він стверджував, що мав такий намір й у 1287 році він прийняв знак хреста. Цей намір до 1291 року впливав на його зовнішню політику. Для того щоб підняти європейців на повномасштабний хрестовий похід необхідно було попередити конфлікт між великими принцами на континенті. Головною перепоною цьому був конфлікт між французьким домом Анжу й королівством Арагон в Іспанії. У 1282 році жителі Палермо повстали проти Карла Анжуйського і звернулись за допомогою до Педро III, короля Арагонського й у ході так званої «Сицилійської вечірні», перебили усіх французів, після чого коронували Педро III як короля Сицилії. У війні, що спалахнула, Карл Салернський, син Карла Анжуйського, потрапив у полон до арагонців. Французи почали складати план наступу на Арагон, тут уже вбачалась загроза повномасштабної європейської війни. Для Едуарда було вкрай важливим попередити війну й у 1286 році в Парижі він розірвав перемир'я з Францією, що сприяло звільненню Карла Анжуйського. Однак зусилля Едуарда виявились неефективними. У 1291 році мамелюки звели нанівець його плани, взявши Акру, останню християнську твердиню в Святій землі.

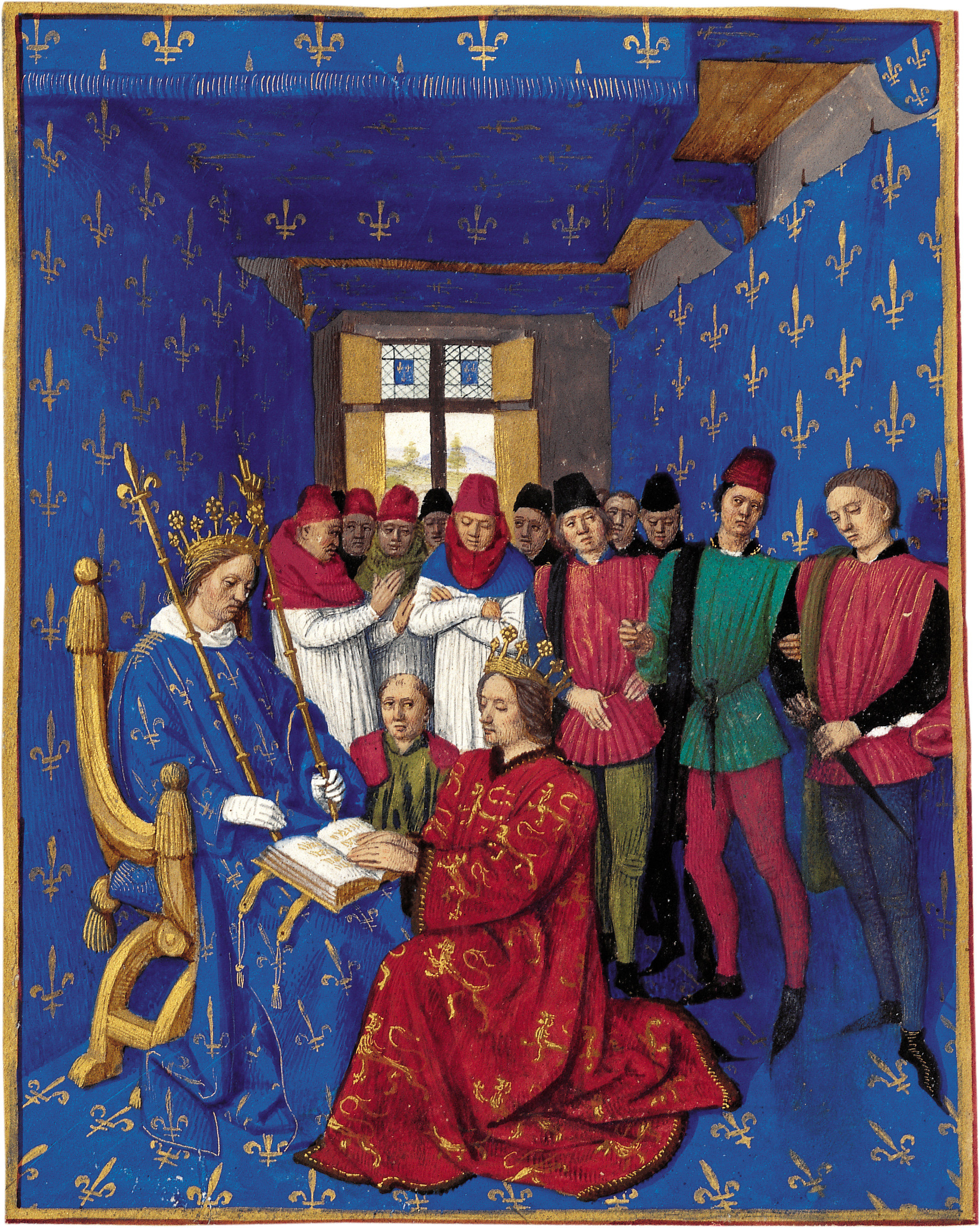
Едуард I (стоїть на колінах) складає васальну присягу Філіпу IV (сидить). Як герцог Аквітанський Едуард був васалом французького короля

Після падіння Акри Едуард змінив свою роль у міжнародних відносинах з дипломата на антагоніста. Тривалий час він був глибоко втягнутий до справ власного герцогства Гасконського. У 1278 році він започаткував комісію з розслідування, яке доручив своїм наближеним Отто де Грандсону й Роберту Барнеллу. У підсумку сенешаля Люка де Тані було усунуто зі свого посту. У 1286 році він особисто відвідав регіон й пробув там майже три роки. Питомою проблемою був статус Гасконі у складі французького королівства, і роль Едуарда зводилась до ролі васала французького короля. Під час дипломатичної місії 1286 року Едуард склав васальну присягу новому королю Філіпу IV, але 1294 року Філіп проголосив Гасконь конфіскованою після того як Едуард відмовився прибути до нього для обговорення конфлікту між англійськими, гасконськими та французькими моряками (що завершився захопленням кількох французьких суден та розграбуванням французького порту Ла-Рошель).
У подальшій війні Едуард спланував атаку з двох напрямків. Поки англійські війська наступали на Гасконь, Едуард уклав альянси з принцами Нідерландів, Німеччини й Бургундії, які мали атакувати французів з півночі. Ці союзи виявились нестійкими. У той самий час Едуард стикнувся з проблемами дома, як в Уельсі, так і в Шотландії. Тільки в серпні 1297 року він зміг вирушити у Фландрію, проте його союзники до того часу зазнали поразки. Німецька підтримка так ніколи й не втілилась у життя й Едуард був змушений шукати миру. Його одруження з французькою принцесою Маргаритою 1299 року поклало край війні. В цілому його континентальний план став дорого для Англії та виявився безплідним.

### Великий Привід
У 1280-х роках Англія та Шотландія співіснували відносно мирно. Питання васальної присяги в Шотландії не набуло такої гостроти як в Уельсі, у 1278 році король Шотландії Олександр III склав присягу Едуарду I, але, імовірно, тільки за землі, які він отримав від Едуарда в Англії. На початку 1290-х років у Шотландії сталась династична криза, оскільки у 1281—1284 роках померли два сина й дочка Олександра, а у 1286 році помер і сам Олександр. Трон Шотландії успадкувала трирічна Маргарет Мейд з Норвегії, народжена 1283 року від дочки Олександра Маргарет й норвезького короля Ейріка II. Відповідно до Біргамської угоди Маргарет мала стати дружиною однорічного Едуарда Карнарвонського, сина Едуарда I, але Шотландія мала лишитись вільною від сюзеренітету англійського короля.
Восени 1290 року Маргарет у віці семи років відплила з Норвегії до Шотландії, але дорогою захворіла й померла на Оркнейських островах. Шотландія залишилась без спадкоємця, що призвело до династичної суперечки, відомої як Великий Привід. Хоча близько 14-ти чоловіків заявили про своє право на титул, головна суперечка розгорілась між Джоном Балліолем і Робертом Брюсом. Шотландські магнати попрохали Едуарда виступити арбітром в суперечці. У Біргемі, в перспективі союзу між двома королівствами питання про сюзеренітет не було важливим для Едуарда. Він наполягав на тому, що якщо він повинен розв'язати суперечку, то його слід визнати як шотландського верховного феодального правителя. Шотландці не були налаштовані на подібну поступку, і Едуард отримав відповідь, що відтоді, як Шотландія залишилась без короля, ніхто не уповноважений прийняти подібне рішення. Проблему обійшли після того як суперники погодились передати королівство в руки Едуарду, поки не буде знайдено повноправного спадкоємця. Після тривалого обговорення рішення було прийнято 17 листопада 1292 року на користь Джона Балліоля.
Навіть після затвердження Балліоля Едуард продовжував наполягати на своїй владі над Шотландією. Всупереч протестам шотландців, Едуард погодився провести слухання апеляційних скарг на судові рішення, винесені регентською радою, що керувала Шотландією у період міжцарства. Наступною провокацією став процес Макдуфа, сина Малколма, графа Файфа. Едуард зажадав від Балліоля особисто постати перед англійським парламентом й відповісти на звинувачення. Шотландський король виконав цю вимогу. Останньою краплею стала вимога Едуарда до шотландських магнатів нести військову службу у війні з Францією. Це було неприйнятним і шотландці 1295 року уклали союз із Францією та здійснили безуспішну атаку на Карлайл. Едуард у відповідь 1296 року вторгся до Шотландії й після низки кровопролитних атак узяв місто Бервік. У битві під Данбаром 1296 року шотландський опір було рішуче зламано. Едуард конфіскував шотландський коронаційний Камінь Долі та перевіз його у Вестмінстер, скинув з престолу Балліоля та ув'язнив його у лондонському Тауері, поставив англійців керувати країною. Кампанія мала великий успіх, але англійський тріумф був тимчасовим.

### Фінанси, парламент й вигнання євреїв
Часті воєнні кампанії Едуарда завдали великого фінансового збитку країні. Було кілька шляхів, щоб зібрати гроші для війни, включаючи митні збори, грошові позики та світські субсидії. У 1275 році Едуард уклав угоду з англійським торговим товариством, що закріпило постійний податок на вовну. У 1303 році подібну угоду було укладено з іноземними торговцями, в обмін на деякі права та привілеї. Митні прибутки було доручено Ріккарді, групі банкірів у місті Лукка (Італія), в обмін за їхнє становище кредиторів корони, що забезпечило фінансову підтримку в ході Валлійських війн. Коли було розв'язано війну з Францією, французький король конфіскував фінансові активи Ріккарді й банк збанкрутував. Після цього роль кредитора англійської корони узяв на себе Фрескобальді з Флоренції.
Іншим джерелом фінансових надходжень для корони були англійські євреї. Король міг накладати на них податки на власний розсуд, оскільки це вважалось його особистою прерогативою. З 1280 року євреї почали фінансово експлуатуватись, як вони ще ніколи не експлуатувались короною, але вони ще могли брати участь у політичних угодах з короною. Завдяки їхньому позиковому бізнесу (забороненому для християн) багато людей були їхніми боржниками, що породжувало значний народний гнів. У 1275 році Едуард випустив Єврейський статут, який забороняв позики та змушував євреїв зайнятись іншими професіями.

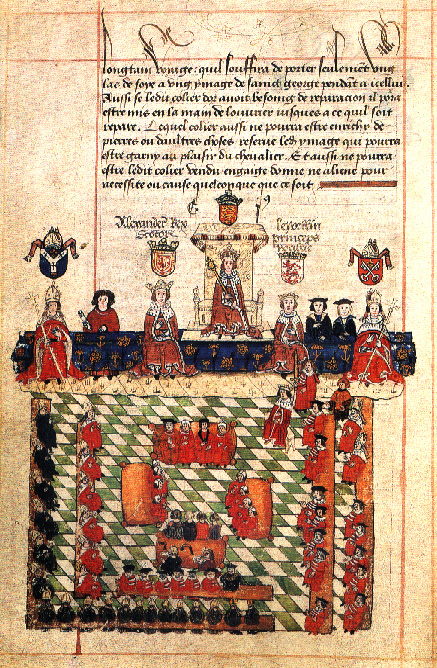
Ілюстрація XVI століття. Едуард I головує в парламенті. З боків від Едуарда показані Олександр Шотландський та Ллівелін ап Гріффідд, цей епізод ніколи не мав місце насправді

 У 1279 році разом з облавою на різників монет король наказав заарештувати усіх голів єврейських громад та, приблизно 300 з них були страчені. У 1280 році він зобов'язав усіх євреїв відвідувати спеціальні проповіді, які проводили ченці-домініканці, з надією змусити їх навернутись у християнство, але всі ці заклики були марними.
Остаточною атакою на євреїв став випуск едикту про вигнання 1290 року, де Едуард офіційно наказав вигнати усіх євреїв з Англії. Це не тільки дало прибутки після привласнення королем єврейських позик і власності, але й дало Едуарду політичний капітал для угод 1290 року з парламентом про суттєві світські субсидії. Вигнання, яке так і не було скасовано аж до 1656 року, мало більш ранні прецеденти в державах Європи, французький король Філіп II Август вигнав усіх євреїв зі своїх земель у 1182 році, Жан I герцог Бретанський випровадив євреїв зі свого герцогства у 1239 році, й наприкінці 1249 року Людовік IX вигнав євреїв із королівських земель перед своїм першим походом на Схід.
Одним з головних досягнень режиму правління Едуарда I були реформи англійського парламенту і його перетворення на джерело збирання прибутків. У ході свого правління Едуард зберігав більш-менш стабільний склад парламенту. Але 1295 року відбулась незначна зміна. Окрім палати лордів до парламенту було покликано по два лицарі від кожного округу й по два представника від кожного міста. Представництво громад в парламенті не було новинкою, новою виявилась влада, яку вони отримали. Якщо раніше від палати громад очікували просто ухвалення заздалегідь прийнятих магнатами рішень, тепер було проголошено, що парламентарі мають отримати повне схвалення (лат. plena potestas) від своїх громад, перед тим як дати ухвалу на рішення, прийняті Парламентом. Тепер король мав повну підтримку, щоб збирати субсидії з усього населення. Ці субсидії були податками, що стягувались із певної долі рухомого майна усіх ленників. У той час як Генріх III в ході свого правління збирав чотири податки, Едуард збирав дев'ять. Парламент у такому вигляді став зразком для подальших парламентів й історики назвали зібрання «Моделлю парламенту».

### Конституційна криза
Невпинні воєнні дії у 1290-х роках послужили причиною значних фінансових вимог Едуарда до своїх підданих. До 1294 року король міг стягувати лише три податки, у період з 1294 до 1297 року з'явились чотири додаткових податки, завдяки чому було зібрано 200 тис. фунтів. У доповнення стягувалась їжа, вовна й шкіра, непопулярною була вовняна повинність. Податкові апетити короля спричинили обурення підданих, що врешті-решт призвело до виникнення сильної політичної опозиції. Первинний опір було викликано не податками з мирян, а поборами з духовенства. У 1294 році Едуард зажадав половину усіх церковних прибутків. Це породило опір, але король пригрозив поставити тих, хто чинить спротив, поза законом і його фінансові вимоги були виконані. У цей час пост архієпископа Кентерберійського залишався вакантним, оскільки Роберт Вінчеслі перебував в Італії, куди поїхав для отримання рукопокладення в сан єпископа. Вінчеслі повернувся до Англії у січні 1295 року й дав згоду на сплату іншого платежу в листопаді того ж року. Однак у 1296 році його позиція змінилась, коли він отримав папську буллу лат. Clericis laicos. Булла забороняла священикам сплачувати кошти світській владі без отримання ясної згоди папи. Коли духовенство, посилаючись на буллу, відмовилось платити, Едуард відповів тим, що поставив духовенство поза законом. Вінчеслі опинився перед дилемою між збереженням лояльності до короля й виконанням папської булли і залишив питання про сплату на розгляд самих священиків, щоб ті платили, якщо вважали це за потрібне. До кінця року з'явилась нова папська булла лат. Etsi de statu, що дозволяла обкладати податком духовенство у разі нагальної потреби.
Опір з боку мирян відбувався з двох причин: королівських прав обкладати податками й вимагати військової служби. У лютому 1297 року на засіданні парламенту в Сосбері Роджер Бігод, 5-й граф Норфолк як маршал Англії оскаржив королівські повістки про явку на військову службу. Бігод заявляв, що військова повинність поширюється на службу при королі, якщо король має намір відпливти до Фландрії, то він не може відряджати своїх підданих до Гасконі. У липні Бігод і констебль Англії Гемфрі де Богун, граф Хертфорд представили серію скарг, відомих як «Вмовляння», в них оскаржувались грабіжницькі суми податків. Ошелешений Едуард зажадав затвердження ще одного податку. Це виглядало провокацією, оскільки король шукав згоди тільки з невеликою групою магнатів, а не з представниками громад у Парламенті. Поки Едуард перебував у селищі Вінчеслі (Східний Сассекс), готуючи кампанію у Фландрії, Бігод і Богун захопили казначейство, щоб попередити збір податків. Коли король залишив країну з сильно урізаним військом країна опинилась на межі громадянської війни. Ситуація вирішилась поразкою англійців у битві на Стерлінгському мості. Нові загрози країні об'єднали короля й магнатів. Едуард підписав лат. Confirmatio cartarum — підтвердження Великої хартії вольностей й Лісової Хартії, після чого дворянство погодилось служити королю під час шотландської кампанії.
Суперечності Едуарда й опозиції не припинились із завершенням переможної Фолкіркської кампанії. У наступні роки Едуард додержувався зроблених ним обіцянок, особливо щодо підтримки Лісової Хартії. У 1301 році парламент змусив його оцінити королівські ліси, проте 1305 року він отримав папську буллу, що звільняла його від цієї поступки. У решті решт це потягло за собою крах опозиції королю. Богун помер наприкінці 1298 року після повернення з Фолкіркської кампанії. Бігод прийшов до взаємовигідної угоди з королем. Бездітний Бігод зробив Едуарда своїм спадкоємцем в обмін на щедру щорічну виплату. Едуард помстився й архієпископу Вінчеслі: у 1305 році новим папою став Климент V, він був родом з Гасконі та симпатизував королю, тому архієпископу довелось залишити свій пост.

### Останні роки
Здавалось, що проблема з Шотландією вирішилась, коли Едуард залишив країну 1296 року, але спротив невдовзі відновився під проводом Вільяма Воллеса, який мав здібності стратега й харизму. 11 вересня 1297 року числе́нний англійський загін під командою Джона де Варена, графа Суррея й Хага де Крессінгема був у битві на Стерлінгському мості розбитий меншим за кількістю шотландським загоном, який очолював Воллес та Ендрю Мор. Ця поразка шокувала Англію, негайно почалась підготовка до каральної експедиції. Лишень Едуард повернувся з Фландрії, він виступив на північ. 22 червня 1298 року Едуард розбив військо Воллеса у битві під Фолкерком, після битви під Івшемом 1265 року він не брав участі у таких масштабних битвах. Однак Едуард не скористався сприятливим моментом й наступного року шотландці захопили замок Стерлінг. Хоча Едуард провів два роки (1300 й 1301) в кампанії у Шотландії, його противники не вступали з ним до відкритої битви, віддаючи перевагу здійсненню набігів малими силами на англійську територію. Англійці спробували підкорити Шотландію іншими способами. У 1303 році між Англією та Францією було укладено мирну угоду, тим самим франко-шотландський союз було рішуче розірвано. Роберт Брюс, онук претендента на престол (1291) взимку 1301—1302 років перейшов на бік англійців. До 1304 року більша частина знаті заявила про свою вірність Едуарду, того ж року англійці узяли назад замок Стерлінг. Невдовзі було здобуто важливу психологічну перемогу: Вільяма Воллеса зрадив сер Джон де Ментейт, його видали англійцям, які відвезли Воллеса в Лондон й публічно стратили. Більша частина Шотландії перейшла під англійський контроль й Едуард поставив англійців і шотландців-ренегатів управляти країною.
10 лютого 1306 року ситуація знову загострилась, коли Роберт Брюс вбив свого конкурента Джона Коміна й за кілька тижнів по цьому, 25 березня, коронував себе як короля Шотландії. Брюс почав кампанію з метою домогтись незалежності Шотландії, що стало несподіванкою для англійців. У той час Едуард страждав від хвороби й замість того, щоб самому очолити експедицію він дав різні військові завдання Еймеру де Валенсу й Генрі Персі, у той час як головне королівське військо очолив принц Уельський. Первинно успіх був на боці англійців, 19 червня у битві під Метвеном Еймер де Валенс розбив Брюса вщент. Брюс був змушений переховуватись, у той час як сили англійців знову захопили втрачені було ними землі й замки. Едуард украй жорстоко повівся з союзниками Брюса, стало ясно, що він розглядає конфлікт як придушення повстання підданих, які його зрадили, а не як війну між двома країнами. Ця жорстокість мала протилежний ефект, вона не допомогла підкорити шотландців, посилилась підтримка Брюса. В лютому Брюс знову з'явився й почав збирати людей, у травні він розбив Еймера де Валенса у битві при Лаудон-Гілл. Едуард, який трохи одужав, сам вирушив на північ. Однак в дорозі він заразився шигельозом (тоді називали дизентерією), його стан погіршився. 6 липня він розбив табір поблизу Браф-бай-Сендс, на південь від шотландського кордону. Коли слуги прийшли до нього зранку, щоб підняти для приймання їжі він помер у них на руках.
З'явилось багато історій про останню волю Едуарда на смертному ложі. Відповідно до традиційної версії він прохав, щоб його серце було перенесено до Святої Землі разом з армією, що воювала з невірними. Більш сумнівна історія каже, що король побажав, щоб його тіло виварили, дістали кістки й несли їх разом з армією, поки шотландців не буде підкорено. Інші відомості про його смерть викликають більше довіри: відповідно до одного з часописів Едуард покликав до себе графів Лінкольна та Воріка, Еймера де Валенса й Роберта Кліффорда і попрохав їх доглядати за сином Едуардом. Вони також мали попередити повернення Пірса Гавестона в Англію. Останню волю батька син проігнорував і негайно покликав до себе свого фаворита, що перебував у вигнанні. Тіло Едуарда I було відправлено на південь та після тривалого проміжку часу було 27 жовтня поховано у Вестмінстерському абатстві. Новий король Едуард II залишався на півночі до серпня, але потім залишив керівництво кампанією й вирушив на південь. 25 лютого 1308 року він був коронований.

## Характер та оцінки
У Едуарда був рішучий вигляд, завдяки зросту в 6 футів 2 дюйми, він був набагато вищим за своїх сучасників. У нього була репутація людини з суворим характером, він викликав страх в оточуючих. Є розповідь як Діан із Сен-Пола, що став до протистояння з Едуардом у питанні про підвищення податків 1295 року впав і помер в присутності короля. Його жах був небезпідставним, Едуард міг проявити гнівний характер. Коли спадкоємець попрохав дати графство своєму фавориту Пірсу Гавестону, король, розгнівавшись, вирвав із голови сина повні жмені волосся. Дехто з сучасників вважав Едуарда страхітливим, особливо в його ранні роки. Пісня Льюїса (1264) змальовує Едуарда як леопарда, цей хижак зазвичай вважається потужним і непередбачуваним. Незважаючи на такі риси характеру, сучасники Едуарда вважали його здібним і навіть ідеальним правителем. Хоча піддані не любили Едуарда, одночасно з цим вони його остерігались і поважали. Він справдив очікування підданих від його правління, виступивши в ролі справжнього солдата та втіливши у собі загальновизнані лицарські ідеали. З релігійної точки зору він також справдив очікування, регулярно відвідуючи церкву й широко роздаючи подаяння.
Оцінки сучасних істориків різняться більше. Єпископ Вільям Стаббс, працюючи у ліберальній традиції історичного написання процитував Едуарда як короля, що навмисне рухається до мети створення конституційного уряду. Учень Стаббса Т. Ф. Тут висунув іншу точку зору. На його думку
|  | Навіть парламентська система зросла у підкоренні королю. Це не було поступкою людям, що благали про свободу, а хитрим трюком аристократа, що бажав використовувати народні маси як перевірку своїх традиційних ворогів серед впливових баронів. |

Повік запропонував більш позитивну точку зору у своїй великій праці про Едуарда I ’’in King Henry III and the Lord Edward’’ (1947) та ’’The Thirteenth Century’’ (1953). МакФарлан з іншого боку критикує обмежувальну політику Едуарда щодо графів графам й робить висновок, що «він належав більше до минулого, аніж до майбутнього».
У 1988 році Майкл Прествіч випустив працю, яку назвав «…першим науковим дослідженням, присвяченим винятково політичній кар'єрі Едуарда I». У праці Прествіча, якого вважають авторитетним автором, зроблено спробу розглянути Едуарда з позицій його часу, там зроблено висновок, що його правління було великим. Його внесок у розвиток закону, парламенту та працездатної системи оподаткування, так само як і військові досягнення, посідає особливе місце. У той самий час, він залишив спадщину у вигляді фінансових труднощів, політичної недовіри й невирішеної ситуації в Шотландії. Першопричини катастроф в ході правління Едуарда II можливо будуть знайдені у правлінні Едуарда I. Інші сучасники більше схилялись до критики Едуарда за його недоліки, зокрема, його жорстоке поводження з євреями. Також є значна різниця між поглядами англійської та шотландської історіографії. Г. Барроу у своїй біографії Роберта Брюса звинувачує Едуарда у нещадній експлуатації Шотландії, яка втратила лідера, з метою поставити це королівство під свій феодальний контроль. Цю точку зору відображено у популярному сприйнятті короля, що можна помітити у фільмі «Хоробре серце» (1995), де король Едуард Довгоногий зображується як жорстокий тиран.

## Ім'я та прізвиська
Ім'я Едуард англосаксонського походження й не було загальновживаним серед нової англійської аристократії, що утворилась після нормандського завоювання. Король Генріх III шанував короля Едуарда Сповідника й вирішив назвати свого першого сина на його честь. Хоча Едуард був першим королем, який носив це ім'я в епоху після нормандського завоювання, він не був першим англійським королем на ім'я Едуард, оскільки до нього три англосаксонських королі мали таке саме ім'я: Едуард Старий, Едуард Мученик та Едуард Сповідник. За часів Едуарда I позначення королів за номерами широко не використовувалось, він був відомий просто як «король Едуард», «король Едуард, син короля Генріха» або як «король Едуард, перший з цим ім'ям після Завоювання». Тільки після того як його син та онук (обох звали Едуардами) спадкували англійський престол, ім'я «Едуард I» стало загальновживаним.
Прізвисько «Довгоногий» Едуард отримав за свій високий зріст. 2 травня 1774 року Товариство антикварів розкрило могилу Едуарда у Вестмінстерському абатстві. Відповідно до їхнього звіту тіло короля добре збереглось за попередні 467 років, зріст склав 6 футів 2 дюйми (188 см). З таким зростом він мав височіти над більшістю своїх сучасників. Інше прізвисько Едуарда було «Молот шотландців». Воно походить від напису на його могилі латиною лат. Edwardus Primus Scottorum Malleus hic est, 1308. Pactum Serva (Тут [лежить] Едуард I Молот шотландців. Дотримуйтесь обітниці). Цей напис має відношення до його невпинних кампаній проти шотландців в останні роки його правління, зроблена приблизно у XVI столітті. Юрист XVII століття Едвард Кук називав Едуарда «англійським Юстиніаном», таким чином віддаючи належне законотворчим ініціативам короля, порівнюючи його із видатним законодавцем візантійським імператором Юстиніаном I. На відміну від останнього Едуард не кодифікував закони, проте як відзначає Вільям Стаббс: «Якщо мати на увазі важливість і сталість його законодавства і значимість його позиції в історії юриспруденції, таке порівняння цілком коректне».

## Шлюб та діти
Елеонора Кастильська пішла з життя 28 листопада 1290 року. Едуард був дуже відданим дружині, його вкрай вразила її смерть. Його скорбота знайшла своє відображення у зведенні 12-ти хрестів Елеонори, кожен було зведено у місцях нічних зупинок поховального кортежу. Як частина мирної угоди між Англією та Францією Едуарду довелось узяти за дружину французьку принцесу Маргариту. Шлюб було укладено 1299 року.
У Едуарда та Елеонори було принаймні 14 дітей, можливо більше 16-ти. П'ять дочок дожили до зрілого віку, але тільки один із синів пережив батька — майбутній король Едуард II. Едуард I остерігався, що його син не відбудеться як спадкоємець престолу й вирішив заслати фаворита принца Пірса Гавестона. Від Маргарити у Едуарда було двоє синів, обидва дожили до зрілого віку й була дочка, що померла у дитинстві.
| Діти від Елеонори Кастильської     | Діти від Елеонори Кастильської | Діти від Елеонори Кастильської | Діти від Елеонори Кастильської |
| ---------------------------------- | ------------------------------ | ------------------------------ | --- |
| Ім'я                               | Дата народження                | Дата смерті                    | Примітки |
| Дочка                              | 1255                           | 1255                           | Народилась мертвою чи померла одразу після народження |
| Катерина                           | 1261/63                        | 5 вересня 1264                 | Похована у Вестмінстерському абатстві. |
| Джоанн                             | січень 1265                    | 7 вересня 1265                 | Похована у Вестмінстерському абатстві. |
| Джон                               | 13/14 липня 1266               | 3 серпня 1271                  | Помер у Воллінгфорді, будучи на вихованні у свого двоюрідного діда Річарда, графа Корнуолльського. Похований у Вестмінстерському абатстві.                                                                            |
| Генріх                             | 6 травня 1268                  | 14/16 жовтня 1274              | похований у Вестмінстерському абатстві. |
| Елеонора, графиня Бара (1269—1298) | 18 червня 1269                 | 19 серпня 1298                 | Одружена у 1293 з Генріхом III, графом Бара, у шлюбі народила двох дітей. Похована у Вестмінстерському абатстві. |
| Дочка                              | 1271                           | 1271                           | Померла після народження, під час перебування Едуарда й Елеонори в Акрі. |
| Джоанна                            | 1272                           | 23 квітня 1307                 | Вперше одружена (1290) з Гілбертом де Клером, 6-м графом Нертфорда, який помер 1295 року, вдруге (1297) — з Ральфом де Монтермером, 1-м бароном де Монтермер. Народила четверо дітей від Клера і троє від Мортермера. |
| Альфонсо, граф Честер              | 23/24 листопада 1273           | 19 серпня 1284                 | Похований у Вестмінстерському абатстві. |
| Маргарита Англійська               | Приблизно 15 березня 1275      | Після 11 березня 1333          | Одружена (1290) за Іоанном II, герцогом Брабантським. Один син. |
| Беренгарія                         | 1 травня 1276                  | 6—27 червня 1278               | Похована у Вестмінстерському абатстві. |
| Дочка                              | 3 січня 1278                   | 3 січня 1278                   | Мало відомостей про цю дитину. |
| Марія                              | 11/12 березня 1279             | 29 травня 1332                 | Бенедиктинська черниця в Еймсбері, Вілтшир, де, імовірно, й була похована. |
| Син                                | 1280/81                        | 1280/81                        | Мало відомостей про цю дитину. |
| Елізабет                           | 7 серпня 1282                  | 5 травня 1316                  | Вперше одружена (1207) з Іоанном I, графом голландським (пом. 1299 року), вдруге (1302) — з Гемфрі де Богуном, 4-м графом Гертфорд. Перший шлюб дітей не приніс, у шлюбі з Богуном народила десять дітей.             |
| Едуард                             | 25 квітня 1284                 | 21 вересня 1327                | Успадкував від батька престол Англії. У 1308 році одружився з Ізабеллою Французькою, у шлюбі народилось четверо дітей.                                                                                                |
| Діти від Маргарити Французької     |                                |                                | |
| Ім'я                               | Дата народження                | Дата смерті                    | Примітки |
| Томас Бразертон, 1-й граф Норфолк  | 1 червня 1300                  | 4 серпня 1338                  | Похований в абатстві Бері-Сент-Едмендс. Перша дружина Еліс Хейлс, було потомство. Друга дружина Мері Бревес, шлюб бездітний.                                                                                          |
| Едмунд Вудсток, 1-й граф Кент      | 1 серпня 1301                  | 19 березня 1330                | Дружина: Маргарет Вейк, 3-я баронеса Ліддлського озера, було потомство. |
| Елеонора                           | 6 травня 1306                  | 1310                           | Народилась у Вінчестері, померла в Еймсбері. |

## Едуард у мистецтві
Про життя Едуарда написано п'єсу Джорджа Піла «Знаменитий часопис короля Едуарда I» в епоху драматургії єлизаветинського періоду.
Едуард дуже непривабливо змальований у кількох романах, включаючи чотири романи «Брати Гвінедда» Еліс Пітерс.
Завоюванню Уельсу та стійкому опору його жителів присвячено поему «Валлійські барди» (1875) угорського поета Яноша Араня як відповідь на політику Австрії стосовно Угорщини після придушення Угорської революції 1848-49.
У фільмі «Хоробре серце» (1995) актор Патрік Макгуен зображує Едуарда як жорстокого тирана, що ставить на коліна Шотландію. У фільмі «Брюс» (1996) його зобразив актор Брайан Блессед як ідеаліста, що прагне до об'єднання англосаксів та норманів у своєму королівстві. Майкл Реньє зіграв роль Едуарда у фільмі «Чорна Троянда», за мотивами роману Томаса Б. Костейна й Дональда Самптера.

## Виноски
1. ↑  Джерела вказують час народження як ніч з 17-го на 18-е червня. Таким чином точна дата народження принца невідома. Morris, 2008, с. 2
2. ↑  Ізабелла Ангулемська, дружина короля Іоанна I Безземельного й мати короля Генріха III після смерті чоловіка стала дружиною Гуго X де Лузіньяна. Prestwich, 2005, с. 94
3. ↑  Це був Гілберт де Клер, 6-й граф Хертфорд, син Річарда де Клера, 5-го графа Хертфорд, 6-го графа Глостер
4. ↑  Відповідно до угоди повстанці здобули можливість викупити назад свої конфісковані маєтки, рівень виплат залежав від масштабу їхньої участі в Баронських війнах. Prestwich, 2007, с. 117
5. ↑  Низка джерел об'єднують його з Восьмим хрестовим походом. Тут мова йде про кампанію принца Едуарда в Акрі
6. ↑  Дизентерії чи тифу
7. ↑  Історія про те, як королева Елеонора висмоктала отруту з рани Едуарда складена пізніше. Prestwich, 1997, с. 78 Відповідно до інших звітів Джон де Вескі увів Елеонору, а отруту висмоктав інший близький друг Едуарда Отто де Грандсон. Morris, 2008, с. 101
8. ↑  Хоч і немає достовірних письмових свідчень, можливо, що згоди було досягнуто до відбуття Едуарда, Morris, 2008, с. 104
9. ↑  Небагато з документів зі Списків Сотень, що вціліли, показують масштабність проекту. Питання про це розглядається у: Helen Cam (1963). The Hundred and the Hundred Rolls: An Outline of Local Government in Medieval England (вид. New). London: Merlin Press.
10. ↑  Зокрема королівські судді особливо виділили графа Глостера, який у попередні роки безжалісно нехтував королівськими правами. Sutherland, 1963, с. 146—7
11. ↑  Область, відома також як Перведвлад («Центр країни»), знаходиться у північно-східному Уельсі
12. ↑  Ланкастера у квітні замінив Пейна де Шаворта. Powicke, 1962, с. 409
13. ↑  Цей титул став традиційним титулом для усіх спадкоємців англійського престолу. Принц Едуард не був королівським спадкоємцем, але став ним після смерті 1284 року свого старшого брата Альфонсо, графа Честера Prestwich, 1997, с. 126—7
14. ↑  Сам термін введено у XVIII столітті. Morris, 2008, с. 253
15. ↑  Хоча принцип первородства не обов'язково застосовувався до спадкоємців жіночою лінією, немає сумнівів, що права Балліоля на престол були найбільш вагомими. Prestwich, 1997, с. 358, 367
16. ↑  Радою хранителів корони
17. ↑  Оскільки золоті та срібні монети стирались із часом, шахраї відрізали шматочки від монет, подаючи їх потім як такі, що стерлись.
18. ↑  Термін було запроваджено Вільямом Стабсом. Morris, 2008, с. 283—4
19. ↑  Воно затягнулось через тривалий процес виборів Папи римського Powicke, 1962, с. 671